# Benjamin Le Montagner

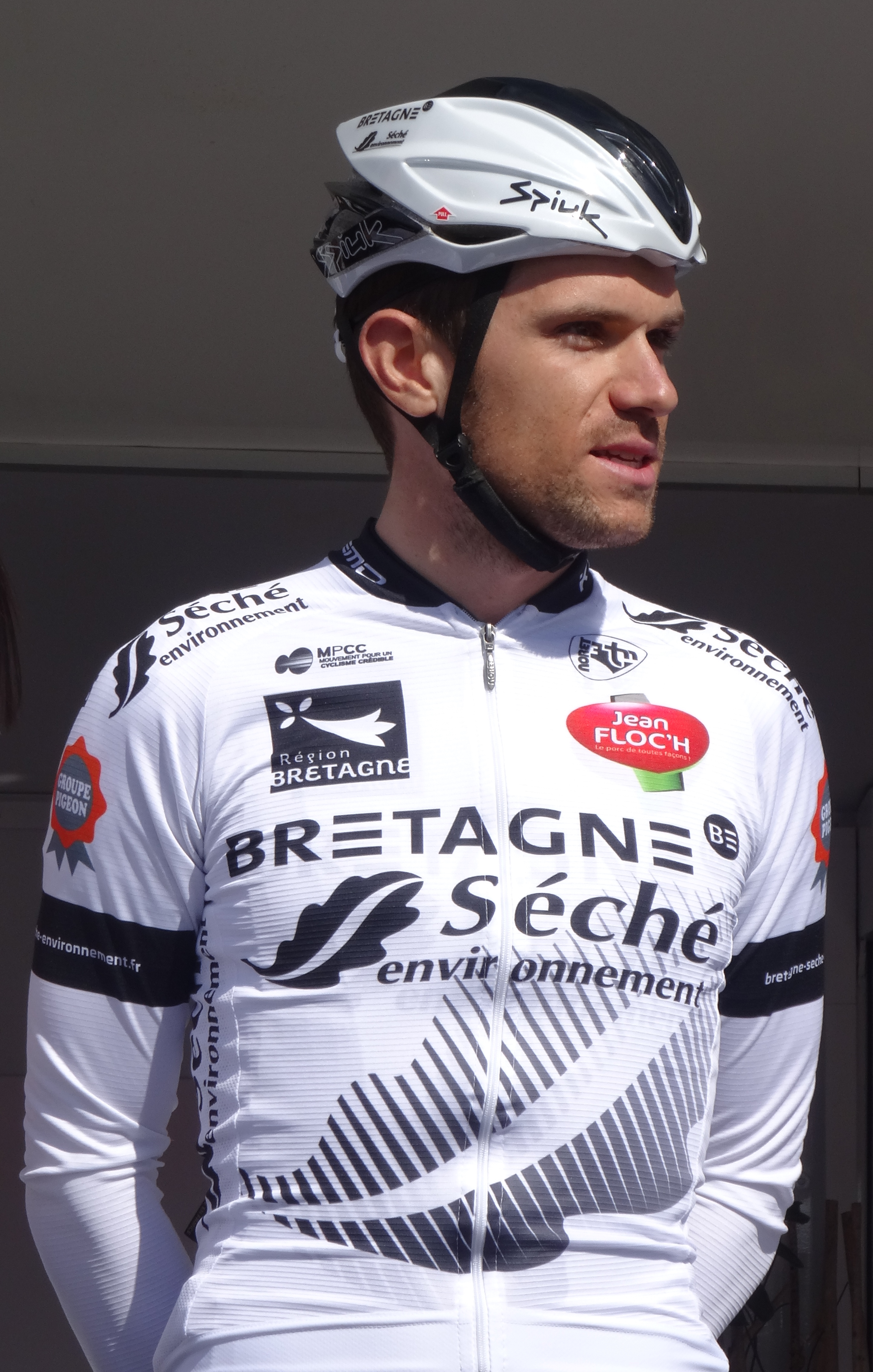
Benjamin Le Montagner (2014)

Benjamin Le Montagner (* 16. Juni 1988 in Léhon) ist ein französischer Radrennfahrer.
Benjamin Le Montagner gewann 2008 das Eintagesrennen Orvault-St. Nazaire-Orvault und eine Etappe bei der Tour de Pays de Lesneven. In der Saison 2011 gewann er jeweils eine Etappe bei der Ronde Finistèrienne und bei der Tour Val de Saintonge. Im nächsten Jahr wurde er bretonischer Meister im Straßenrennen, er gewann eine Etappe bei der Tour de Bretagne, sowie die beiden Eintagesrennen Circuit d'Armorique und Tour du Pays de Belle-Isle-en-Terre. In den Jahren 2013 und 2014 fuhr Le Montagner für das französische Professional Continental Team Bretagne.
Sein Bruder Maxime Le Montagner ist ebenfalls Radprofi und fährt 2013 für die Mannschaft Roubaix Lille Métropole.

## Erfolge
2012
- eine Etappe Tour de Bretagne

## Teams
- 2013 Bretagne-Séché Environnement
- 2014 Bretagne-Séché Environnement